# Oberea auricollis
Oberea auricollis là một loài bọ cánh cứng trong họ Cerambycidae.